# Heródico de Selimbria
Heródico de Selimbria o simplemente, Heródicó (en griego: Ἡρóδιĸος, Hêródikos) fue un médico griego del siglo V a. C. Nativo de Mégara ejerció su profesión en Selimbria, en la península de Tracia. Fue sofista y uno de los tutores de Hipócrates.
Se le atribuye el primer uso del ejercicio físico terapéutico para el tratamiento de enfermedades y el mantenimiento de la salud. También recomendaba una buena alimentación y masajes combinados con el uso de hierbas medicinales y aceites esenciales, y sus teorías, que combinan la medicina y la gimnasia (gimnástica) lo convierten en el precursor de la medicina deportiva. Heródico también era pédotribo (literalmente, "entrenador de niños"), maestro de gimnasia (παιδοτρίβης) y de deporte.
Describió precisamente la forma de realizar un masaje. Recomendó que los movimientos fuesen primeramente lentos y suaves, y luego más rápidos, con la aplicación de una presión cada vez más fuerte que debía terminar con un masaje más suave. Platón atribuye a Heródico la recomendación de una marcha de ida y vuelta entre Atenas y Mégara, una distancia de más de 80km.